# Cattleya intermedia
Cattleya intermedia é uma espécie nativa dos estados das regiões Sul e Sudeste do Brasil - Rio Grande do Sul, Santa Catarina,  São Paulo e Rio de Janeiro. Não existe registro para o estado do Paraná.
As primeiras plantas de Cattleya intermedia foram levadas para o Reino Unido em 1824, para o Jardim Botânico de Glasgow, na Escócia, pelo capitão Graham, do Royal Packet Service, a pedido de Harrison, morador do Rio de Janeiro. Foi descrita com o nome de Cattleya intermedia como referência ao tamanho intermediário das flores entre as Cattleyas conhecidas até então.
A sua variabilidade de colorido e de forma é muito grande, existindo flores totalmente albas até rubras, de cor escura, passando por cores suaves, caeruleas (azul-celeste) e roxo-violeta.
No sul do Rio Grande do Sul esta espécie cresce principalmente na corticeira do banhado (Erythrina cristagalli), em banhados (pântanos cobertos de vegetação) ao longo da Lagoa dos Patos e até a reserva ecológica do Banhado do Taim, a pouco mais de 100 quilômetros da fronteira com o Uruguai. Ocorre também em figueiras, no chão arenoso, à beira da praia das lagoas, em rochas graníticas e em butiazeiros (Butia capitata).

## Variedades
As variedades de Cattleya intermedia podem ser classificadas pela forma do colorido. Assim é que teremos as orlatas, que apresentam uma orla colorida ao redor do tubo do labelo, ou marginatas, com uma margem colorida mais larga e profunda.
Temos as peloriadas ou flammeas, em que as pétalas tentam imitar o labelo na sua largura e forma, podendo ser coloridas ou não.
Podemos classificar as flores da Cattleya intermedia pelo colorido do labelo e, entre estas, as mais comuns são as cores vinho, roxo-violeta, suave, ametista, e também pela distribuição homogênea do colorido nas pétalas e sépalas, como concolor, coerulea (azulada), lilacina, alba, rubra e sanguinea.

### Orlatão Lammel
A orquídea Orlatão Lammel, conhecida comercialmente como "Coroa Imperial", segundo o livro A Joia da Bruxa e Outras Histórias de Orquídeas e Orquidófilos (de Heitor Gloeden, 1998, pág. 118) é originária do sul do Brasil, desenvolvida pelo agricultor e orquidófilo Amândio Pedro Lammel (1914-1994) em Montenegro, Rio Grande do Sul.
Segundo um dos artigos publicados por Gilberto Koetz (orquidicultor gaúcho), a Cattleya intermedia Orlatão do Lammel é natural de Montenegro já que Amândio Lammel, que residia na cidade, a criou. A belíssima Orlatão Lammel foi cobiçada pelos mais afamados orquidófilos que, mais tarde, acabou sendo meristemada no estado de São Paulo, recebendo o nome de Coroa Imperial, não homenageando o seu criador - talvez por ter sido um homem simples, filho de imigrantes alemães dos Sudetos - não fazendo parte dos grandes clãs de colecionadores brasileiros.

## Cultivo
O cultivo da Cattleya intermedia exige bastante umidade do ar, muito sol da manhã e boa ventilação. O substrato que tem dado melhor resultado é a casca de pinus autoclavada (sem tanino), pedriscos de granito ou até a mistura de ambos em partes iguais, proporcionando uma maior ventilação entre as suas raízes.
Pode ser cultivada com sucesso amarrada a uma árvore nativa como figueira, corticeira ou ipê. Para estimular a formação de botões florais, a Cattleya intermedia necessita de um período frio, de duas a três semanas, com temperaturas abaixo de 15 °C à noite.

## Bioquímica e propriedades farmacológicas
O estudo fitoquímico da espécie Cattleya intermedia levou à caracterização de compostos das classes dos estilbenos e fenantrenos, incluindo três novas moléculas, previamente desconhecidas da ciência, que foram nomeadas como cattleymediol, cattleyol e phenanmediol. A substância cattleymediol, isolada de seus tecidos, apresentou atividade contra células de câncer de cólo de útero humano HeLa. As substâncias identificadas a partir desta espécie apresentam grande semelhança estrutural com substâncias isoladas de outras espécies da subtribo Laeliinae, destacando a importância quimiotaxonômica de estilbenos e fenantrenoquinonas como marcadores desta subtribo.